# Анютенко, Николай Максимович
Николай Максимович Анютенко (5 мая 1921, Память Свободы, Исилькульский район — 13 июня 1986, Солнцевка, Омская область) — командир отделения автоматчиков моторизированного батальона 4-й гвардейской танковой бригады, гвардии сержант — на момент представления к награждению орденом Славы 1-й степени.

## Биография
Родился 5 мая 1921 года в селе Память Свободы Исилькульского района Омской области. Окончил 6 классов. Работал в колхозе.
В 1941 году был призван в Красную Армию. На фронте в Великую Отечественную войну с декабря 1941 года. Боевое крещение получил в боях под Москвой. Воевал минометчиком, потом стрелком в пехоте. Был ранен. После госпиталя был направлен в 4-ю гвардейскую танковую бригаду автоматчиком. Воевал на Западном, 3-м Белорусском фронтах. Член ВКП/КПСС с 1944 года. Отличился в боях за освобождение Белоруссии и Польши.
8-10 января 1944 года в бою у села Макаровка гвардии красноармеец Анютенко, командуя бойцами отделения, уничтожил свыше взвода солдат противника, в том числе 8 лично.
Приказом от 17 февраля 1944 года гвардии красноармеец Анютенко Николай Максимович награждён орденом Славы 3-й степени.
30 июня 1944 года у деревни Чернявка гвардии младший сержант Анютенко, командуя отделением, переправился через реку Березина, вступил в бой с противником и обеспечил продвижение наших танков. 6 июля при освобождении города Ивенец лично истребил до 10 солдат и 2 пленил.
Приказом от 18 августа 1944 года гвардии младший сержант Анютенко Николай Максимович награждён орденом Славы 2-й степени.
17 января 1945 года в районе населенного пункта Куссе гвардии сержант Анютенко первым ворвался в траншею врага, подавил огневую точку, заменил выбывшего из строя командира взвода. В бою за населенный пункт Ауловезен принял командование ротой, заменив погибших офицеров. На броне танков автоматчики ворвались в город, уничтожили два расчета противотанковых орудий, обеспечив движение танкам. В уличных боях, обнаружив в здании группу противников, Анютенко вместе с 3 бойцами проник туда и ликвидировал 5 солдат. Был ранен, но поля боя не оставил.
Указом Президиума Верховного Совета СССР от 19 апреля 1945 года за исключительное мужество, отвагу и бесстрашие в боях с вражескими захватчиками гвардии сержант Анютенко Николай Максимович награждён орденом Славы 1-й степени. Стал полным кавалером ордена Славы.
В 1946 году был демобилизован. Вернулся на родину. Работал начальником отдела кадров колхоза. Жил в селе Солнцевка Исилькульского района. Скончался 13 июня 1986 года.

## Награды
Награждён орденом Отечественной войны 1-й степени, Славы 3-х степеней, медалями.